# Diecezja Alotau-Sideia
Diecezja Alotau-Sideia (łac. Diœcesis Alotauna-Sideiana) – diecezja rzymskokatolicka w Papui-Nowej Gwinei, z siedzibą w Alotau, sufragania metropolii Port Moresby. Powstała 13 czerwca 1946 jako apostolska prefektura Samarai. 11 listopada 1956 podniesiona do rangi wikariatu apostolskiego, a 15 listopada 1966 – diecezji Sideia. 28 kwietnia 1975 przemianowana na diecezję Alotau-Sideia.

## Główne świątynie
- Katedra: Katedra Najświętszego Serca Jezusowego w Alotau

## Biskupi diecezjalni
- Francis John Doyle MSC (1951–1970)
- Desmond Moore MSC (1970–2001)
- Francesco Panfilo SDB (2001–2010)
- Rolando Santos CM (2011–2025)
- Jacek Tendej CM (nominat)